# Kostel Narození svatého Jana Křtitele (Město Touškov)
Římskokatolický kostel Narození svatého Jana Křtitele v Městě Touškově byl vystavěn v letech 1777–1778. Nechal jej postavit poslední kladrubský opat Amandus Streer, který jej dne 18. října 1778 slavnostně vysvětil. Stavbu prováděl Antonín Haffenecker, snad podle plánů K. I. Dienzenhofera, nebo pod jeho vlivem. Kostel byl postaven v místech předešlého. Uvnitř se nachází rokokový hlavní oltář sv. Jana Křtitele a dva boční oltáře Panny Marie a sv. Benedikta. Vybavení kostela je převážně z doby jeho postavení. Kostel je chráněn jako kulturní památka České republiky.
Do roku 1785 byl hlavním proboštovským kostelem touškovského proboštství, to zaniklo spolu s kladrubským klášterem. V roce 1787 zemřel poslední touškovský probošt Havel Tulipan, který je pohřben v hrobce uprostřed lodi kostela. Dále už se kostel uvádí jako farní. V roce 1780 nebyla dokončena věž, tu nechal dostavět tehdejší patron kostela Johann Anton Starck. Za něho se také restauroval inventář kostela. Na začátku 20. století byl zcela opravena fasáda kostela a v roce 1928 i interiér. V té době byl také vymalován strop kostela freskami. V letech 1919–1938 zde jako farář působil Mons. Josef Resl a v letech 1966–1999 arciděkan P. Jiří Mošna. V letech 1995–1998 byla postupně opravena střecha, fasáda i interiér.
Na věži kostela visí 3,5 tuny vážící zvon z roku 1601 Nejsvětější Spasitel, který je 24. nevětší v České republice a po zvonech Bartoloměj v Plzni a Vondra v Klatovech největší v Plzeňském kraji.